# Trollius pumilus
Trollius pumilus (D. Don, 1825) è una pianta erbacea perenne appartenente alla famiglia delle Ranunculaceae, originaria della parte orientale dell'Himalaya.
È una pianta velenosa in ogni sua parte, come gran parte delle Ranunculaceae, ma innocua se essiccata.

## Distribuzione e habitat
È una pianta diffusa in Asia, nella sola regione dell'Himalaya, in particolar modo in Tibet, Nepal, Cina, Bhutan, Sikkim, Burma.

## Descrizione

### Radici
Radici secondarie da rizoma fibrose ed ispessite.

### Fusto
Il fusto (sorgente dal breve rizoma) è robusto ma semplice (poco ramificato), di aspetto striato, quasi scanalato ma glabro.